# وحيد السمير
وحيد السمير (1 يناير 1956 - 19 يناير 2016) ممثل أردني من كفرسوم في محافظة إربد، له العديد من الأعمال التلفزيونية. يعتبر من الرعيل الأول للفنانين الأردنيين. وله اسهاماته العديدة وابرزها شخصية «توهان» في «مضافة الحاج مازن القُبّج».

## حياته
هو ابن الشاعر والفنان علي السمير كان يكتب الخواطر وينظّم ندوات وامسيات في «مسرح عمون» ويدعو الشعراء والكُتّاب وكان ناشطا اجتماعيا وعمل ممثل وكاتبا ، وهو عضو رابطة الكتاب الأردنيين، ونقابة الفنانين الأردنيين، واتحاد الكتاب العرب.
له العديد من الأعمال الفنية والدرامية، اشتهر بالشخصية الساخرة والناقدة لكثير من السلوكيات الاجتماعية ،وشارك في كثير من المسلسلات التلفزيونية سواء الاجتماعية أو البدوية، مثل مسلسلات، «دموع القمر»، و»عطر النار»، و»مهاجي الاجاويد»، و»القدس اولى القبلتين»، و «أبو جعفر المنصور»، و»عيون عليا»، و»راس غليص» في الجزء الأول، مسلسل» المرقاب» الذي جسّد فيه شخصية «أبو سويلم» و مسلسل «تعاليل»، و»ساري» وغيرها، إلى جانب العديد من الأعمال الاذاعية. كتب أيضا في عدة مواقع مثل  مجلة «الجزيرة» ، وموقع «الرأي نيوز» ، ووكالة أنباء «رم». وكان يكتب «زاوية» صحفية بعنوان «توهانيات» 

## من  أعماله

### المسلسلات
- دموع القمر
- عطر النار
- مهاجي الاجاويد
- القدس أولى القبلتين
- أبو جعفر المنصور
- عيون عليا
- مضافة الحاج مازن

## وفاته
توفي في العاصمة الأردنية عمان في 19 يناير 2016 عن عمر يناهز 60 عاما بعد معاناة مع مرض عضال.

## روابط خارجية
- وحيد السمير على موقع قاعدة بيانات الأفلام العربية